# Marcusenius schilthuisiae
Marcusenius schilthuisiae är en fiskart som först beskrevs av Boulenger, 1899.  Marcusenius schilthuisiae ingår i släktet Marcusenius och familjen Mormyridae. IUCN kategoriserar arten globalt som livskraftig. Inga underarter finns listade i Catalogue of Life.